# Theridion grammatophorum
Theridion grammatophorum là một loài nhện trong họ Theridiidae.
Loài này thuộc chi Theridion. Theridion grammatophorum được Eugène Simon miêu tả năm 1909.